# Livet på landet (1924)
För andra betydelser, se Livet på landet.
Livet på landet är en svensk dramafilm från 1924 i regi av Ivan Hedqvist.

## Om filmen
Filmen premiärvisades 15 september 1924. Den spelades in i Filmstaden Råsunda med exteriörer från Ystad, Hörby. Fulltofta gods. Bosjökloster och Stehags prästgård i Skåne av J. Julius. 
Som förlaga har man Fritz Reuters roman Ut mine Stromtid (Livet på landet) som utgavs i tre delar 1862–1864. Romantrilogin kom i svensk översättning 1870. 
Romanen har även dramatiserats och framfördes första gången 1880 på Södra Teatern i Stockholm. Romanen har blivit filmatiserad flera gånger, bland annat 1943 i regi av Bror Bügler, se Livet på landet (film, 1943), och i Tyskland 1920 under titeln Ut mine Stromtid i regi av Hubert Moest under titeln Onkel Bräsig regisserade Erich Waschneck 1936-års inspelning.

## Bevaringsstatus
Livet på landet räknas som en förlorad film med undantag för ett mycket kort fragment som överlevt i SVT-arkivet tack vare att det ingick i ett journalfilmsinslag med anledning av Axel Ringvalls bortgång 1927.

## Roller i urval
- Axel Ringvall -  Onkel Zakarias Bräsig, inspektor
- Ivan Hedqvist -  Karl Hawermann, inspektor
- Mona Mårtenson -  Louise Hawermann
- Axel Hultman -  Pomuchelskopp, ockrare
- Alfred Lundberg -  von Rambow, kammarråd
- Richard Lund -  Axel von Rambow
- Einar Hanson -  Frans von Rambow
- Renée Björling -  Frida von Rambow
- Gucken Cederborg -  Behrens, pastorska
- Carl Browallius -  Behrens, pastor
- Emile Stiebel -  Moses i Ranstadt
- Georg Skarstedt -  Fritz Triddelfitz
- Nils Lundell -  Kristian Däsel, dräng
- Edit Ernholm -  Marie Möller
- Albert Ståhl -  Fuchsohr